# Vláknice kuželovitá
Vláknice kuželovitá  někdy zvaná vláknice rozsedalá (Inocybe rimosa) je jedovatá houba z čeledi trepkovitkovitých.

## Popis
Klobouk dosahuje šířky mezi 4–7 cm. Nejprve vypadá jako malý kuželík, který se později zplošťuje. Okraj klobouku se obrací vzhůru a na mnoha místech puká. I u zcela rozloženého klobouku zůstane na temeni zachován zbytek kužele. Barva se pohybuje mezi slámově žlutou až okrově hnědou, přičemž střed klobouku je často tmavší. Povrch je suchý a výrazně paprsčitě vláknitý.
Lupeny jsou husté a nestejně dlouhé. Zpočátku jsou šedavě olivové a pozvolna se mění v hnědavé. Ostří však zůstává světlejší než plochy lupenů.
Třeň dorůstá délky 8 cm a šířky 0,5–1 cm. Směrem k bázi se lehce rozšiřuje. Má vláknitou strukturu, uvnitř je plný, pevný a má bělavou, postupně spíše nažloutlou barvu. Na vláknech třeně má v mládí drobné vločky. Dužina je bílá a má spermatický zápach.
Výtrusný prach je hnědý.

## Výskyt
Vláknice nemá žádná speciálně oblíbená stanoviště. Roste skoro všude, často při okrajích cest, v lesích, parcích, u listnatých a jehličnatých stromů. Nejhojněji se vyskytuje od léta do podzimu.

## Synonyma
- Agaricus destrictus (Fr.) Fr., Monogr. Hymenomyc. Suec. (Upsaliae) 1: 343 (1857)
- Agaricus fastigiatus Schaeff., Fung. bavar. palat. nasc. (Ratisbonae) 4: 13 (1774)
- Agaricus fastigiatus var. superbus Fr., Icon. Sel. Hymenomyc. 1: tab. 108, fig. 1 (1867)
- Agaricus rimosus Bull., Herb. Fr. 9: tab. 388 (1789)
- Agaricus rimosus subsp. pleoceps Pers., Mycol. eur. (Erlanga) 3: 196 (1828)
- Agaricus rimosus Bull., Herb. Fr. 9: tab. 388 (1789) subsp. rimosus
- Agaricus rimosus var. clathus Lasch, Linnaea 3: 411 (1828)
- Agaricus rimosus var. dehiscens Pers., Mycol. eur. (Erlanga) 3: 196 (1828)
- Agaricus rimosus var. destrictus Fr., Epicr. syst. mycol. (Upsaliae): 174 (1838) [1836–1838]
- Agaricus rimosus var. palliderufus Pers., Mycol. eur. (Erlanga) 3: 195 (1828)
- Agaricus rimosus var. pullulans Pers., Mycol. eur. (Erlanga) 3: 195 (1828)
- Agaricus rimosus Bull., Herb. Fr. 9: tab. 388 (1789) var. rimosus
- Agaricus rimosus var. santalinus Pers., Mycol. eur. (Erlanga) 3: 195 (1828)
- Agaricus schistus Cooke & W.G. Sm., Forsch. PflKr., Tokyo: 154 (1883)
- Agmocybe rimosa (Bull.) Earle, Bull. New York Bot. Gard. 5: 439 (1909)
- Gymnopus rimosus (Bull.) Gray, Nat. Arr. Brit. Pl. (London) 1: 604 (1821)
- Inocybe fastigiata (Schaeff.) Quél., Mém. Soc. Émul. Montbéliard, Sér. 2 5: 180 (1872)
- Inocybe fastigiata f. alpestris R. Heim
- Inocybe fastigiata f. alpina R. Heim, Encyclop. Mycol., 1 Le Genre Inocybe (Paris): 185 (1931)
- Inocybe fastigiata f. argentata Kühner, Bull. trimest. Soc. mycol. Fr. 71(3): 169 (1956) [1955]
- Inocybe fastigiata f. brevispora (R. Heim) Nespiak, Flora Polska. Grzyby (Mycota). Podstawczaki (Basidiomycetes), Bedłkowe (Agaricales), Zasłonakowate (Cortinariaceae), Strzępiak (Inocybe) 19: 34 (1990)
- Inocybe fastigiata (Schaeff.) Quél., Mém. Soc. Émul. Montbéliard, Sér. 2 5: 180 (1872) f. fastigiata
- Inocybe fastigiata f. heimii Singer, Collect. Botan. 1(3): 233 (1947)
- Inocybe fastigiata f. lobata (R. Heim) Nespiak, Flora Polska. Grzyby (Mycota). Podstawczaki (Basidiomycetes), Bedłkowe (Agaricales), Zasłonakowate (Cortinariaceae), Strzępiak (Inocybe) 19: 35 (1990)
- Inocybe fastigiata f. subcandida Malençon, in Malençon & Bertault, Champignon Supérieurs du Maroc 1: 361 (1970)
- Inocybe fastigiata f. umbrinella (Bres.) Nespiak, Flora Polska. Grzyby (Mycota). Podstawczaki (Basidiomycetes), Bedłkowe (Agaricales), Zasłonakowate (Cortinariaceae), Strzępiak (Inocybe) 19: 35 (1990)
- Inocybe fastigiata f. viridis Alessio, Micol. Ital. 25(1): 53 (1996)
- Inocybe fastigiata (Schaeff.) Quél., Mém. Soc. Émul. Montbéliard, Sér. 2 5: 180 (1872) subsp. fastigiata
- Inocybe fastigiata subsp. lobata (R. Heim) Dermek & J. Veselský, Česká Mykol. 31(4): 192 (1977)
- Inocybe fastigiata subsp. umbrinella (Bres.) Dermek & J. Veselský, Česká Mykol. 31(4): 191 (1977)
- Inocybe fastigiata var. alpestris (R. Heim) Schmid-Heckel, Forschungsberichte Nationalpark Berchtesgarden 8: 152 *(1985)
- Inocybe fastigiata var. brevispora R. Heim, (1931)
- Inocybe fastigiata (Schaeff.) Quél., Mém. Soc. Émul. Montbéliard, Sér. 2 5: 180 (1872) var. fastigiata
- Inocybe fastigiata var. lobata R. Heim, Encyclop. Mycol. 1: 189 (1931)
- Inocybe fastigiata var. macrospora Bres., Fl. ital. crypt., Fasc. 1 15: 732 (1916)
- Inocybe fastigiata var. microsperma Bres., Iconogr. Mycol. 15: 745 (1930)
- Inocybe fastigiata var. subbrevispora Bon, Docums Mycol. 31(no. 124): 23 (2002)
- Inocybe fastigiata var. superba (Fr.) P. Karst.
- Inocybe fastigiata var. umbrinella (Bres.) R. Heim, Encyclop. Mycol., 1 Le Genre Inocybe (Paris): 188 (1931)
- Inocybe pseudofastigiata Rea, Trans. Br. mycol. Soc. 12(2-3): 210 (1927)
- Inocybe rimosa f. alpina (R. Heim) Esteve-Rav., V. González & Arenal, Boln Soc. Micol. Madrid 22: 178 (1997)
- Inocybe rimosa f. argentata (Kühner) Courtec., Docums Mycol. 18(no. 72): 50 (1988)
- Inocybe rimosa (Bull.) P. Kumm., Führ. Pilzk. (Zerbst): 78 (1871) f. rimosa
- Inocybe rimosa f. squarrosa Kobayasi, Nagaoa 2: 90 (1952)
- Inocybe rimosa var. argentata (Kühner) Cetto, I Funghi dal Vero, Vol. 7 (Trento): 197 (1993)
- Inocybe rimosa var. brasiliensis Rick, Lilloa 3: 427 (1938)
- Inocybe rimosa var. cyanophylla Rick, (1930)
- Inocybe rimosa (Bull.) P. Kumm., Führ. Pilzk. (Zerbst): 78 (1871) var. rimosa
- Inocybe rimosa var. umbrinella (Bres.) Bizio & M. Marchetti, Boll. Gruppo Micol. 'G. Bresadola' (Trento) 41(2): 138 (1998)
- Inocybe schista (Cooke & W.G. Sm.) Sacc., Syll. fung. (Abellini) 5: 774 (1887)
- Inocybe umbrinella Bres., Annls mycol. 3(2): 161 (1905)
- Inocybe umbrinella f. pallidula Kobayasi, Nagaoa 2: 97 (1952)
- Inocybe umbrinella Bres., Annls mycol. 3(2): 161 (1905) f. umbrinella [1]

## Záměna
Zejména za sucha je možná záměna s jinými druhy, jejichž klobouk může být také rozpukaný. Např. sluka svraskalá (Rozites caperatus).

## Užití
Všechny vláknice jsou nejedlé až velmi jedovaté. Vláknice kuželovitá je velmi jedovatá a obsahuje muscarin – jed, který působí na krevní oběh a nervy. Otrava se zpočátku projeví slzením a zvýšením pocením. Následují těžké žaludeční a střevní potíže.